# ザ・ゴールデン・カップス (プロレス)
ザ・ゴールデン・カップス（The Golden Cups）は、UWFインターナショナルに所属していたプロレスラーの安生洋二、高山善廣、山本健一（現：山本喧一）からなるプロレスのユニットである。
名前の由来は、金的を防御するファウルカップとグループ・サウンズの「ザ・ゴールデン・カップス」をかけたもの。安生によると「優勝カップ」の意味もあり、「本当は“ワールド・カップ”にしたかったけど、そこまで大したチームでも無いから1ランク下げて“ゴールデン・カップ”にした」とコメントしている。
メンバーがインタビューを受けた際は「ウィー・アー・ザ・ゴールデン・カップス！」で締めるのが恒例であった（このパフォーマンスはのちの高山による「行くぞ、俺たちNO FEAR!!」に受け継がれている）。

## 概要
1994年12月にグレイシー道場へ道場破りを敢行したもののヒクソン・グレイシーに返り討ちに遭い、翌1995年10月9日に行われた新日本プロレスとの全面対抗戦では「200%勝ちます」と公言して臨んだ長州力戦にもサソリ固めであっさりと敗退した安生洋二は、ビッグマウスとは対照的な負けっぷりから「ブーイング大王」の異名を持つ程の大ヒールとなっていた。ちなみに、長州がこの時に発した試合後のコメントが「キレてないですよ」（正確には「キレちゃいないよ」）である。
「UWFは垣原とかに任せて、プロレス界は僕が背負って立ちます」と宣言し、黒のコスチュームへイメージチェンジを図った。その後は、UWFスタイルとは程遠い「急所攻撃」「足を踏みつける」といった卑劣な行為を繰り返し、自らファウルカップを着用し試合へ臨むようになる。
「蝶野や冬木とやっていくとなったら、俺も軍団を作らなくちゃいけなくなるから」と、高山の軍団入りを画策。UWFスタイルへの固執から、ファウルカップを着用拒否し、金的蹴りで蝶野＆天山組に敗れた試合後の高山に向かって
安生「ちゃんと金カップ付けろって言っただろう。金玉蹴ってくるの分かってんだから。」
高山「UWFなんだから、ここは！安生さん、あんまり目茶苦茶やってるとUWFが泣きますよ。何考えてるんすか。本当に！」
安生「俺が何したってんだ。金カップ付けてるだけだろうが、お前。バカ！」
高山「そんな事させてる様だからダメなんですよ！安生さん、ちょっと変ですよ。おかし過ぎますよ！（記者団に向かって）ええ？金玉蹴った？勝てる奴が何だってんだ。次は俺がぶっ殺してやるよ！天山をよ！蝶野！」（と言い放ち立ち去る）
安生「ザ・ゴールデン・カップスって名前で行こうと思ってたんだけどな…。一から考え直さないと若い者は付いて来んな…。」
といったやり取りを経て、徐々に自身の世界観を浸透させると、UWFスタイルの急先鋒であった高山の懐柔に成功。続いて若手の山本を軍団入りさせ、1996年1月4日「ザ・ゴールデン・カップス」の結成を宣言した。
安生はこのころから「Uの砦を守るとか、これっぽっちも考えていない。」「Uというものに縛られたくない。チームスポーツじゃないんだから。闘いをエンジョイしたいだけ。ファンもそういうものをプロレス界に期待しちゃいかん。」と発言し、高山も同調していく。
以降はUインターの異端者として存在感を発揮。試合中凶器としてタコをリングに持ちこむ、ストロング・マシーンのコンセプトを踏襲した『100%マシン』『150%マシン』といったマスクマンを登場させた。またCDアルバム『OH TACO』をリリースするなど多方面で活動するが、Uインターの崩壊および三者の方向性の違いから自然消滅した。
2014年5月11日、北海道を主戦場とする山本が、DDT北海道大会限定として高木三四郎（DDTプロレスリングでのタッグパートナー）とザ・ゴールデン・カップス復活を宣言。
2015年3月19日に行われた安生の引退試合では、山本が引退から限定的に復帰し再結成を果たした。

## メンバー
- 安生洋二

ザ・ゴールデン・カップスでのキャラクターが定着。『ハッスル』ではその個性を前面に押し出したレスラーとして、存在感を遺憾なく発揮した。
- 高山善廣

安生とのコンビにより、”硬派ながら地味なレスラー”というイメージが180度転換。ザ・ゴールデン・カップス以降はUWFの呪縛から解き放たれたようにマスコミへ積極的に関わっていく。豪快な笑いやビッグマウスを連発するようになり、明らかに活躍の場が広がった。
- 山本喧一

当ユニット結成後も安生および高山の陰に隠れた存在であった。格闘家路線に戻るが相変わらずブレイクするには至らず。乗り気だった安生らとは対照的に意に反した軍団入りであった感は否めない。

## タイトル歴
- WAR世界6人タッグ王座